# Vasas SC (polo aquático)
Vasas SC é um clube de polo aquático da cidade de Budapeste, Hungria.

## História
O clube foi fundado em 1945. 

## Títulos
- Liga Húngara de Polo aquático
  - 1947, 1949, 1953, 1975, 1976, 1977, 1979, 1980, 1981, 1982, 1983, 1984, 1988–89, 2006–07, 2007–08, 2008–09, 2009–10, 2011–12